# Денверская митрополия

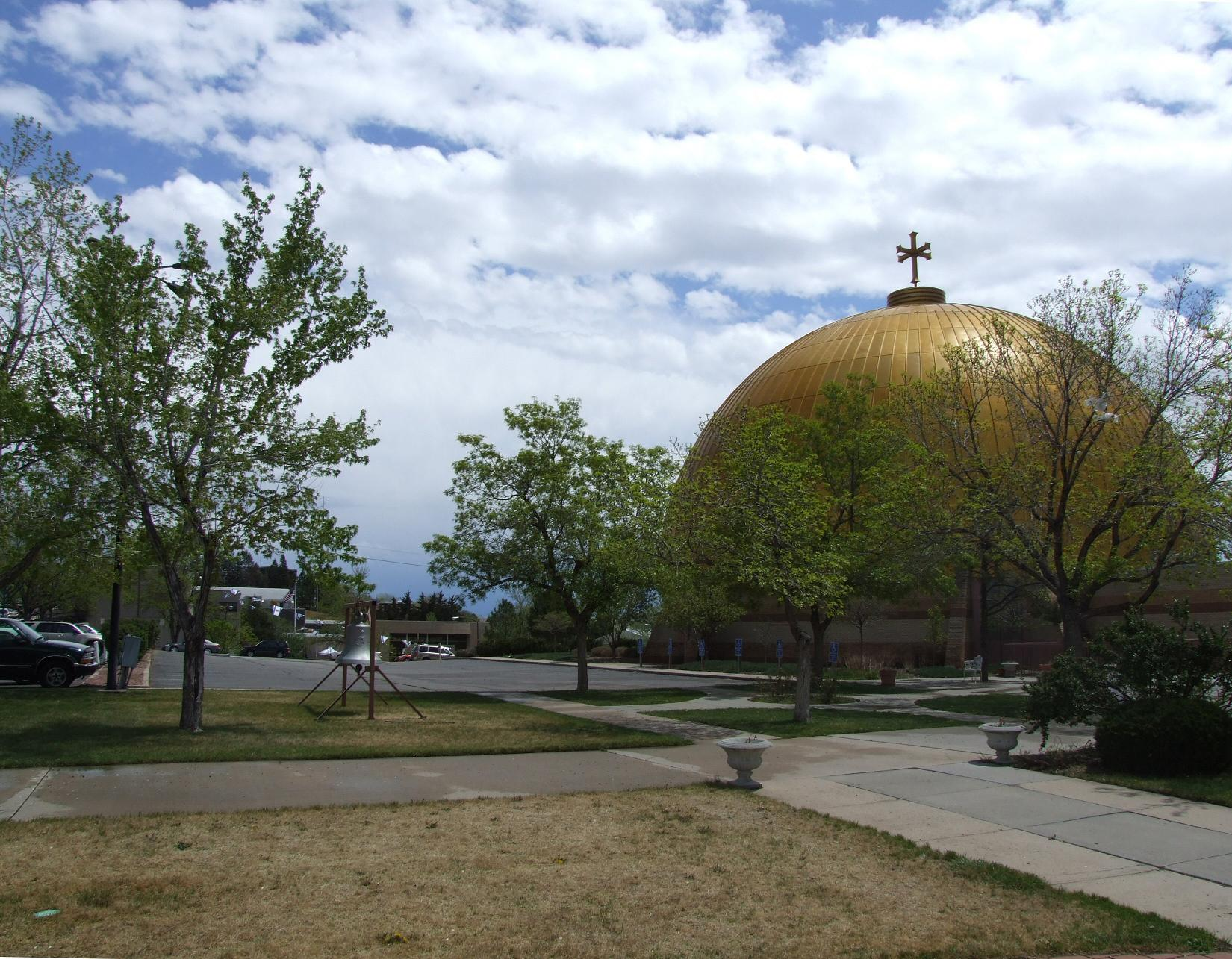
Успенский собор в Денвере

Де́нверская митропо́лия (англ. Metropolis of Denver, греч. Ιερά Μητρόπολις Ντένβερ) — епархия Американской архиепископии Константинопольского Патриархата. Митрополия включает штаты в области Скалистых гор и верхних равнин США.

## История
Происхождение Денверской митрополии восходит к формальной организации в Америке приходов Константинопольского Патриархата в середине XX века. До 1968 года приходы на территории нынешней Денверской митрополии находились в ведении Сан-Францисского епископа.
В 1968 году данная территория стала Восьмым архиепископским округом (англ. Eighth Archdiocese District) Греческой Архиепископии Северной и Южной Америки. Как и прочими архиепископскими округами, Восьмым округом управлял викарный епископ данной Архиепископии с титулом какого-либо древнего города. Кафедра Восьмого округа с 1960 года располагалась в Новом Орлеане, затем с 1967 года — в Хьюстоне, штат Техас; наконец в 1974 году, штаб-квартира была перенесена в Денвер, штат Колорадо.
15 марта 1979 года Американская архиепархия была реорганизована указом Константинопольского Патриархата, при том архиепископские округа стали полноценными епархиями; вместо Восьмого округа была создана Денверская епархия, которая включала территорию штатов: Колорадо, Айдахо, Канзас, Монтана, Небраска, Нью-Мексико, Северная Дакота, Оклахома, Южная Дакота, Техас, Юта и Вайоминг, а также западные районы Луизианы и Миссури.
20 декабря 2002 года Денверская епархия была возведена в ранг митрополии.

## Епископы
Восьмой округ
- Сила (Коскинас) (9 октября 1960 — ноябрь 1965)
- Уильям Гэйнс (1965—1967) священник
- Иаков (Пилилис) (1967—1970)
- Уильям Гэйнс (1970—1971) священник
- Иоанн (Каллос) (17 января 1971—1978)
- Антоний (Герйаннакис) (1978 — 15 марта 1979)

Денверская епархия
- Каллист (Самарас) (15 марта 1979 — 1 августа 1982) до 13 апреля 1980 — в/у, свящ.
- Филипп (Кутуфас) (1 августа 1982 — 15 ноября 1983)
- Анфим (Драконакис) (15 ноября 1983—1987)
- Каллист (Самарас) (1988 — март 1991)
- Николай Триандафилу (1991—1992) священник
- Исаия (Хронопулос) (23 июня 1992 — 20 декабря 2002)

Денверская митрополия
- Исаия (Хронопулос) (20 декабря 2002 — 23 марта 2024)
- Константин (Моралис) (с 17 мая 2024)

### Викарии
- епископ Сасимский Константин (Моралис) (15 октября 2022 — 17 мая 2024)